# U18-Världsmästerskapet i ishockey för damer 2010
U18-Världsmästerskapet i ishockey för damer 2010 var det tredje U18-Världsmästerskapet i ishockey för damer. Toppdivisionen avgjordes i Chicago, USA mellan 27 mars och 3 april 2010.
VM Division I spelades i Piešťany, Slovakien, under perioden 3-9 april 2010.

## Slutställning
| Toppdivisionen | Toppdivisionen | Toppdivisionen |
| -------------- | -------------- | -------------- |
| Guld           | Kanada         |                |
| Silver         | USA            |                |
| Brons          | Sverige        |                |
| 4.             | Tyskland       |                |
| 5.             | Finland        |                |
| 6.             | Japan          |                |
| 7.             | Tjeckien       |                |
| 8.             | Ryssland       |                |

| Division I | Division I |
| ---------- | ---------- |
| 9.         | Schweiz    |
| 10.        | Frankrike  |
| 11.        | Slovakien  |
| 12.        | Österrike  |
| 13.        | Norge      |
| 14.        | Kazakstan  |